# Stukąt

Stukąt foremny z zaznaczonymi na czerwono wierzchołkami

Stukąt, stokąt – wielokąt mający 100 boków.
Suma miar wszystkich jego kątów wewnętrznych jest równa {\displaystyle 180^{\circ }\cdot (100-2)=17640^{\circ }.} Ma {\displaystyle {\tfrac {(100-3)\cdot 100}{2}}=4850} przekątnych.

## Stukąt foremny
Stukąt foremny to wielokąt foremny mający 100 boków. W symbolu Schläfliego jest przedstawiany jako {100}.
Własności stukąta foremnego o boku długości {\displaystyle a{:}}
- pole powierzchni:

{\displaystyle P=25a^{2}\operatorname {ctg} {\frac {\pi }{100}}\approx 795{,}513a^{2},}
- kąt wewnętrzny:

{\displaystyle \alpha ={\tfrac {180^{\circ }\cdot (100-2)}{100}}=176{,}4^{\circ },}
- długość najdłuższej przekątnej:

{\displaystyle d=a\operatorname {cosec} {\frac {\pi }{100}},}
- promień okręgu wpisanego:

{\displaystyle r={\frac {1}{2}}a\operatorname {ctg} {\frac {\pi }{100}},}
- promień okręgu opisanego:

{\displaystyle R={\frac {1}{2}}a\operatorname {cosec} {\frac {\pi }{100}}.}
Stukąta foremnego nie da się skonstruować za pomocą cyrkla oraz linijki bez podziałki (wynika to z twierdzenia Gaussa-Wantzela).